# Soyuz 34

## Tripulación

### Despegaron
- Vacía

### Aterrizaron
- Vladimir Lyakhov (Comandante)
- Valeri Ryumin (Ingeniero de vuelo)

## Parámetros de la misión
- Masa: ? kg
- Perigeo: 199 km
- Apogeo: 271.5 km
- Inclinación: 51,62°
- Periodo: 88,91 minutos

## Lo más destacado de la misión
Lanzada sin tripulación a Salyut 6, aterrizó con tripulación de larga estancia en el espacio. 
Se lanzó para reemplazar a la Soyuz 32, tras el fallo de la Soyuz 33.
La Soyuz 34 incluía importantes modificaciones en el motor a fin de prevenir la reproducción del fallo de la Soyuz 33.
- Datos: Q734847
- Multimedia: Soyuz 34 / Q734847